# Руднев, Вадим Викторович
Вадим Викторович Руднев (5 [17] января 1879, Острогожск, Воронежская губерния, Российская империя — 19 ноября 1940, По, Франция) — российский политический деятель; член партии социалистов-революционеров. С 11 июля 1917 года по октябрь 1917 — городской голова Москвы. В октябре 1917 года организовал и возглавил борьбу против большевиков в Москве. Умер в эмиграции во Франции.

## Ранние годы
Родился в дворянской семье. Окончил Воронежскую гимназию в 1897. В 1900 поступил на медицинский факультет Московского университета, исключён в 1901. За участие в студенческих волнениях сослан в 1902 в Сибирь.
Вернувшись в Москву накануне первой русской революции вступил в партию социалистов-революционеров, где был известен под кличкой «Бабкин».

«Бабкин» был псевдоним или кличка Вадима Викторовича Руднева, моего близкого товарища по немецкому университету еще с 1901 года. Он только что сдал тогда в Швейцарии экзамены на доктора, но, приехав в Россию, занялся не медицинской практикой, а революцией — вошел в наш московский комитет и сделался одним из самых видных его руководителей. Здесь, в этой зале, Вадим каждый день давал инструкции всей московской партийной организации. Это скорее были даже не инструкции, а приказания.— В. М. Зензинов, Пережитое (1953)
С 1907 — член ЦК ПСР. Во время революционных событий 1905—1907 за активную политическую деятельность был трижды арестован и повторно сослан на 4 года в Якутскую губернию. Вернувшись из ссылки в 1911, отправился завершать высшее образование в Базельский университет (Швейцария). После начала Первой мировой войны вступил добровольцем в русскую армию, где проходил службу врачом на госпитальном судне.

## В 1917 году
В результате выборов 25 июня 1917 года эсеры получили наибольшее количество мест в Городской Думе — 116 (58 % голосов); остальные места распределились так: кадеты — 34 (17 %), меньшевики — 24 (12 %), большевики — 23 (11,66 %).
На заседании гласных Городской думы 11 июля 1917 года, 110-ю голосами против 27-и, был избран московским городским головой. Там же он сделал доклад о задачах городского самоуправления в условиях революции и высказался в поддержку политического курса председателя Временного правительства Александра Керенского.
Выступал на Государственном совещании в августе 1917 г.
Получив известие о вооруженном восстании большевиков в Петрограде, созвал экстренное заседание Думы, где заявил, что дума — единственная, законная власть в Москве и не станет подчиняться Советам. Для борьбы с большевиками был создан Комитет общественной безопасности во главе с Рудневым. Вооружённые отряды Комитета в течение недели, с 28 октября по 2 ноября (ст. ст.) вели упорные бои с частями московского гарнизона, перешедшими на сторону большевиков и отрядами матросов, прибывшими из Петрограда.

## После октября
Был избран в Учредительное Собрание. Участвовал в единственном его заседании. После его разгона Городская дума под руководством Руднева приняла резолюцию: «Наступило царство ничем не ограниченного произвола и насилия». Скрывался от Советской власти, входил в Союз возрождения России.
В ноябре 1918 года, перебравшись на Юг России, участвовал в Ясском совещании с послами Антанты. В Одессе возглавлял бюро земств и городов Союза городов.

## В эмиграции
С апреля 1919 года в эмиграции. Состоял секретарём редакции газеты М. Винавера «Еврейская трибуна». Написал в ЦК ПСР письмо, в котором осуждал «всё растущую терпимость к советской власти», «готовность идти с нею единым фронтом для борьбы с антибольшевистской коалицией».
В начале 1919 в Париже по заданию Н. С. Долгополова В. В. Руднев составлял обзоры английской прессы, касавшейся положения в России, а М. В. Вишняк обзоры Меморандумов и Записок, с которыми различные делегации обращались к Версальской конференции, и то, и другое предназаначалось для Деникинского правительства.
Наибольшую известность в эмигрантских кругах приобрел издательской деятельностью. В 1920 году при его участии в Лозанне вышли 12 номеров газеты «Родина». Был одним из редакторов издававшейся в Берлине газеты «Дни», издававшихся в Париже журналов «Современные записки» и «Русские записки». Вместе с М. Вишняком издавал в Париже эсеровскую «Свободу».
Умер во Франции.

## Мировоззрение
Исповедовал православие и соблюдал церковные обряды. М. В. Вишняк писал:

…Не могу сказать, связывал ли он свой демократический социализм с религией, как более углублённой и потому более прочной основой, или демократический социализм являлся для Руднева одним из производных его общей христиански-православной установки. Но и то, и другое он ценил и твёрдо за них держался.
Принадлежал к правому, умеренному крылу партии эсеров.